# Pistolet SIG-Sauer P220
SIG-Sauer P220 – pistolet skonstruowany w kooperacji szwajcarskiej firmy SIG i niemieckiej J. P. Sauer & Sohn w 1975 roku. W USA pistolet był przez pewien czas sprzedawany jako Browning BDA.

## Historia konstrukcji
W połowie lat siedemdziesiątych szwajcarska firma Schweizerische Industrie Gesellschaft (SIG) we współpracy z niemiecką firmą J. P. Sauer und Sohn opracowała nowy pistolet służbowy dla armii szwajcarskiej, który miał zastąpić używany w armii pistolet P210.
Produkcję tego pistoletu oznaczonego jako SIG-Sauer P220 (początkowo oznaczony jako Model 75) rozpoczęto w 1975 roku. Oprócz standardowej wersji dostosowanej do naboju pistoletowego 9 × 19 mm Parabellum, produkowane są również wersje na naboje: .45 ACP (11,43 × 23 mm), 7,65 mm Parabellum, 0,36-calowe Super i 0,22-calowe LR.

## Konstrukcja
Pistolet SIG-Sauer P220 jest bronią samopowtarzalną, działającą na zasadzie krótkiego odrzutu lufy. Ryglowanie przez podnoszenie tylnego końca lufy, której występy ryglowe wchodzą w wycięcia zamka. Mechanizm uderzeniowy kurkowy z kurkiem obrotowym odkrytym. Mechanizm spustowy z samonapinaczem. Pistolet posiada automatyczny bezpiecznik blokujący iglicę. Odbezpieczenie następuje podczas ściągania spustu. Napięty kurek może być zwolniony za pomocą dźwigni umieszczonej z lewej strony chwytu. Po wystrzeleniu ostatniego naboju z magazynka, zamek zatrzymuje się w tylnym położeniu.

## Dane taktyczno-techniczne
| Wersja Kaliber                    | 9 mm | 7,65 mm | 0,45 cala | 0,38 cala | 0,22 cala |
| Masa broni bez magazynka (g)      | 730  | 765     | 730       | 750       | 785       |
| Masa pustego magazynka (g)        | 80   | 80      | 70        | 70        | 95        |
| Długość broni (mm)                | 198  | 198     | 198       | 198       | 198       |
| Długość lufy (mm)                 | 112  | 112     | 112       | 112       | 112       |
| Długość linii celowania (mm)      | 160  | 160     | 160       | 160       | 160       |
| Prędkość początkowa pocisku (m/s) | 345  | 365     | 245       | 355       | 295       |
| Szybkostrzelność (strz./min)      | 40   | 40      | 40        | 40        | 40        |
| Pojemność magazynka (szt.)        | 9    | 9       | 7         | 9         | 10        |